# Gladys Morrell

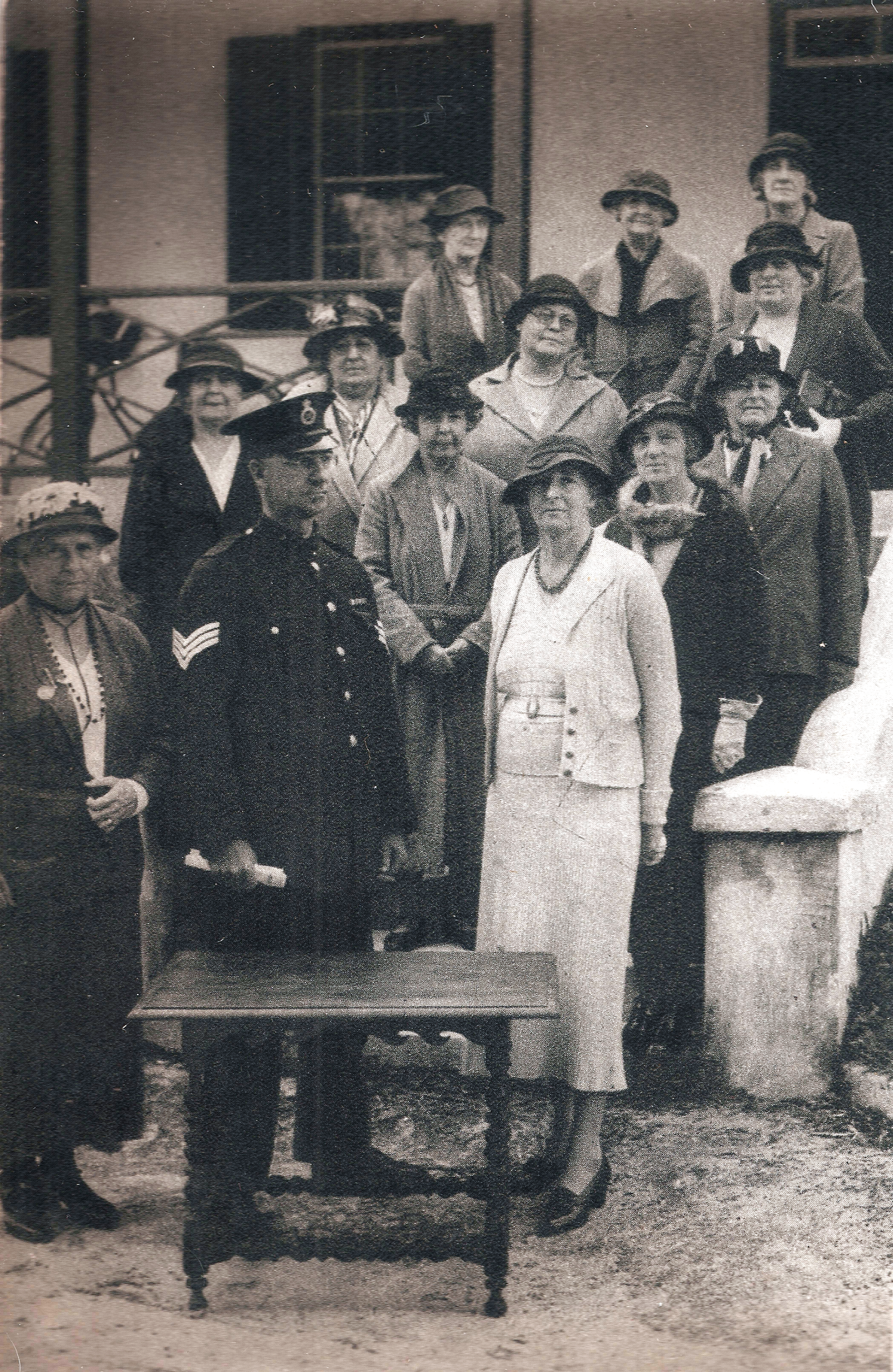
Ein Polizeisergeant konfisziert (mal wieder) Gladys Morrells Zedernholztisch (1930er Jahre)

Gladys Carlyon De Courcy Misick Morrell (geb. 2. Juni 1888 in Somerset Village; gest. 6. Januar 1969) war eine bermudische Frauenwahlrechts- und Sozialaktivistin.

## Biographie
Gladys Morrell kam 1888 in Somerset Village auf der westbermudischen Somersetinsel als Tochter von Terrence Misick und Thalia J. D. Misick geb. Wells zur Welt. Sie besuchte die Bermuda High School und die North London Collegiate School und erwarb 1911 am Royal Holloway College an der London University einen Bachelor-Abschluss mit Auszeichnung, womit sie eine der ersten Bermuderinnen mit Universitätsausbildung war; ihr Wunsch, Anwältin zu werden, blieb jedoch unerfüllt, da die juristischen Fakultäten in England bis 1919 keine Frauen zuließen.
Nach ihrem Abschluss besuchte sie ihren Bruder John in Indien, nach ihrer Rückkehr begann sie, in der englischen Frauenwahlrechtsbewegung mitzuarbeiten und war bis Ende 1913 in Millicent Fawcetts National Union of Women's Suffrage Societies (NUWSS) aktiv.
Im folgenden Jahr kehrte sie nach Bermuda zurück und begann eine Kampagne für das Frauenwahlrecht auf den Bermudas. 1914 hielt sie die erste Versammlung in Saint George’s auf der nördlichsten Bermudainsel ab.
Bei Ausbruch des Ersten Weltkriegs reiste sie zurück nach England, um das Land im Krieg zu unterstützen. Sie arbeitete in einer Londoner Versicherungsfirma, meldete sich dann freiwillig beim Roten Kreuz und arbeitete anschließend in der Nähe der Front in Verdun, Frankreich, wo sie den Soldaten Essen servierte und die Verwundeten versorgte, bis sie selbst erkrankte und 1918 nach England zurückgeschickt wurde. 1918 war auch das Jahr, in dem Großbritannien durch den Representation of the People Act Frauen über 30 das Wahlrecht gab und Morrell bei der ersten allgemeinen Wahl am 14. Dezember 1918 selbst auch zum ersten Mal wählen konnte.
Nach ihrer Rückkehr auf die Bermudas im Jahr 1919 widmete sie sich weiter dem Kampf für das Frauenwahlrecht. 1923 wurde die Bermuda Women's Suffrage Society gegründet, deren Leitung Morrell übernahm. Im Jahr 1925 war sie auch Mitbegründerin der Bermuda Welfare Society, die den Bezirkskrankenpflegedienst einrichtete. Während der gesamten 1920er Jahre wurden Kundgebungen und öffentliche Versammlungen der Wahlrechtsbewegung organisiert.
In den 1930er Jahren eskalierte die Kampagne: Jedes Jahr, wenn Morrell sich weigerte, ihre Steuern zu zahlen, weil sie nicht wählen durfte, wurden ihre Möbel beschlagnahmt und zur Versteigerung auf der Somerset Police Station gebracht. Dort versammelten sich die Suffragetten und kauften die Möbel jeweils zurück.
Es sollte bis 1944 dauern, bis das Wahlrecht zumindest für Frauen mit Grundbesitz auf den Bermudas durchgesetzt werden konnte. Erst 1968 gab es im ältesten selbstverwalteten britischen Überseegebiet das allgemeine Wahlrecht. Die erste Wahl auf Basis des allgemeinen Wahlrechts für Erwachsene und mit gleichen Stimmrechten fand am 22. Mai 1968 statt.

## Privates Leben und Tod
Sie heiratete 1926 den pensionierten Royal-Navy-Offizier John Morrell, ihre gemeinsame Tochter Rachel (später Bromby) kam 1928 zur Welt.
Gladys Morrell starb 1969 im Alter von 80 Jahren. Sie wurde im Familiengrab bei der St. James Church in Somerset bestattet.

## Ehrungen und Auszeichnungen
- 2000: Herausgabe einer Briefmarke mit Morrels Porträt in einer Serie "Pioneers of Progress"[10]
- 2014: Peace and Justice Award (posthum) vergeben von der Römisch-katholischen Kirche[11]
- 2015: National Hero of Bermuda (posthum)[12][13][14][13]
- 2017: Namensgebung für The Gladys Morrell Nature Reserve in Bermuda's Sandy's Parish[15]